# Кроличий бандикут

Кро́личий бандику́т, или уша́стый су́мчатый барсу́к, или обыкнове́нный би́лби (лат. Macrotis lagotis) — вид сумчатых млекопитающих из семейства кроличьих бандикутов (Thylacomyidae).
Обитает в Австралии. Питается насекомыми, личинками и грызунами. Размножается осенью. Потомство малочисленно (1—2 детёныша). Имеет красивый длинный шелковистый мех, торговля которым, в дополнение к малой плодовитости, привела к малочисленности этого вида. 
Кроличий бандикут отличается от прочих бандикутов длинным шелковистым голубовато-серым мехом, очень длинными, как у кролика, ушами и  длинным, хорошо опушённым хвостом; самый кончик хвоста лишён шерсти, а весь хвост резко двухцветен (чёрный у основания и белый на конце).
Коренные зубы крупные, у взрослых — с совершенно гладкой вогнутой поверхностью; этим они отличаются от остробугорчатых коренных других бандикутов. По образу жизни  кроличьи бандикуты также отличны от всех остальных представителей семейства: они роют глубокие норы, потребляют большое количество мясной пищи и ведут ночной образ жизни. По размерам почти равен взрослому кролику, поэтому называется иногда би́лби-кро́лик.
Спит в странной позе: присев на задних лапках и засунув морду между передними лапками. Питание смешанное: он поедает насекомых и их личинок, а также мелких позвоночных. Клыки у него сильные, как у кошек, и зверёк может сильно укусить того, кто неосторожно к нему притронется.
В остальном по отношению к человеку он совершенно не агрессивен. Охотится ночью, главным образом с помощью обоняния и слуха; зрение развито слабо. Живут парами, каждая пара в своей норе. Размножение происходит осенью (с марта по май). В противоположность настоящим кроликам  малоплодовиты: обычно в выводке бывает не более одного-двух молодых особей, хотя на млечном поле самки находится 8 сосков. Сумка открывается вниз и назад.
Нора — лучшая защита билби. Для рытья билби пользуется передними лапами с широкими когтями и голым кончиком хвоста, которым он разравнивает накапливающуюся сзади землю. Нора быстро идёт по спирали вниз, до глубины 1,5 м и даже глубже. Второго выходного отверстия нет. Зверёк живёт в самой глубине норы, и извлечь его оттуда трудно. Если, установив, что билби находится в норе, начать разрывать её лопатой, то билби тоже роет в противоположном направлении с такой скоростью, что поймать его нельзя.
Аборигены ценят шкурку и кожу билби. Его чёрно-белый хвост — их любимое украшение. В начале колонизации билби был широко распространён в южной половине Австралийского материка. Вероятно, аборигены ещё до прихода европейцев частично истребили этого малоплодовитого зверька.
За последние сто лет его ареал особенно уменьшился, так как борьба с кроликами (капканы, отравленные приманки) одновременно подорвала и численность билби.
Завезённая в Австралию лисица также усиленно его уничтожает. Шкурки билби были одно время предметом торговли на рынках Аделаиды. В настоящее время билби исчез из всех населённых районов, за исключением юго-западной части Западной Австралии. Кроме того, он изредка встречается в полупустынях, малопригодных для его существования.